# Patricia Aridjis
Adriana Patricia Aridjis Perea, conocida como Patricia Aridjis (Michoacán, México, 1960), es artista visual, especializada en Fotografía, en las ramas de Fotoperiodismo y Fotografía Documental. Con una amplia trayectoria de más de veinte años,  y a través de las imágenes capturadas por su cámara crítica con una visión de género,  los afectos y la vida cotidiana de hombres y mujeres en contextos de olvido y marginalidad como ejes temáticos de sus series fotográficas, adquieren relevancia para contar y visibilizar otras realidades sociales del México contemporáneo.
Desde 2010 es miembro del Sistema Nacional de Creadores en México.  Ha participado en más de 26 exposiciones individuales y en más de 63 de manera colectiva en espacios nacionales e internacionales. Su obra pertenece a The Margolis Foundation en Estados Unidos, y al Guangdong Museum of Art en China. En México: al Museo Arocena en la ciudad de Torreón, Coahuila; al Sistema Nacional de Fototecas de México; Fototeca Nacional del Instituto Nacional de Antropología e Historia (INAH); Museo de Arte Moderno de la Ciudad de México; Museo Universitario Leopoldo Flores de la Universidad Autónoma del Estado de México, y al Museo Taller Erasto Cortés en Puebla.
Sus imágenes han sido publicadas y exhibidas también en Argentina, Bangladés, Bélgica, Bolivia, Chile, China, Colombia, Eslovaquia, Estados Unidos, Perú, Polonia y Uruguay.

## Biografía
Patricia Aridjis es originaria de Contepec, en el estado de Michoacán, estudió la carrera de Comunicación Social en la Universidad Autónoma Metropolitana Xochimilco. Desde 1992 se dedica de manera profesional a la Fotografía,  especialmente a la Fotografía Documental. Eligió esta profesión como un medio de producción artística autónomo, lo cual le ha permitido destacar, ya sea en sus fotorreportajes o proyectos independientes a través del Foto-Ensayo, la multiplicidad de identidades y condiciones de vida de las mujeres mexicanas, quienes a través de sus imágenes fotográficas, dejan de ser anónimas, entre otras historias más en las que ha profundizado.
Expresado por ella:
“La gente que vive en el anonimato tiene nombre y rostro, aunque sean presencias silenciosas e incomoden a nuestras conciencias privilegiadas”
Bajo esta perspectiva, sus trabajos más recientes abordan realidades de mujeres invisibles a la mirada social como lo expresa en sus trabajos: Las horas negras (2000-2007) un foto-ensayo que le llevó más de siete años, periodo en el que permaneció en el interior de reclusorios para mujeres, principalmente en la Ciudad de México, entablando una relación de confianza con ellas, lo cual se ve reflejado en las imágenes. "[…] documentó a las mujeres en prisión, poniendo de manifiesto, sus afectos, vicios y la soledad del encierro […] Sus fotografías de gran veracidad captan la atmósfera densa y opresiva en el penal, y con su enfoque crítico da a conocer la marginación que se vive tras las rejas".
El proyecto se concretó en un libro homónimo, gracias al apoyo de la beca de Fomento y Coinversiones del FONCA. Las horas negras se ha dado a conocer en Polonia, China, España, Estados Unidos, en varios países de América Latina y en gran parte de la República Mexicana.
Su serie Arrullo para otros aborda a través de su mirada honesta, historias afectivas sobre mujeres que se dedican a cuidar niños y niñas de las familias donde son contratadas.  “Es una obra que clama por una lectura de sus implicaciones sociales, tanto como sus implicaciones estéticas.” En ella detalla la convivencia natural entre nanas e infantes, a la vez que documenta las condiciones de vida de las cuidadoras. “Estas son historias sobre mujeres que viven en un hogar que no les pertenece y cuidan niños que tampoco les son propios […] El canto de estas mujeres es el arrullo para otros”  así lo describe la propia autora Patricia Aridjis, en la edición publicada con el mismo título.
Su paso por diversos medios informativos: revistas y diarios de distribución nacional, de 1992 a 2006, le permitió ser observadora de sucesos en la política y la economía, como el levantamiento zapatista en Chiapas y el seguimiento a las campañas electorales de 1994 hasta el 2000; asimismo retrató a personajes de la vida política y cultural.
Ha colaborado en Milenio Diario (2000-2004); El Independiente (2005); La Revista de El Universal 2005-2006); Revista Cambio 2005; y El Semanario 2007-2008
Entre otros proyectos más, ha indagado en el tema del descuido ambiental y de qué manera afectan a la salud a las personas. En México lo ha plasmado a través del proyecto fotográfico México Turbio, expuesto en Centro de la Imagen de Tabasco, en julio de 2013, del que derivó en el trabajo de Nuevo Torno Largo, en la costa del municipio de Paraíso, Tabasco, donde los mecheros de una instalación de Pemex queman combustible las 24 horas, a menos de un kilómetro de sus casas, y lo cual es asociado por los pobladores con las altas incidencias de cáncer y afecciones respiratorias que padecen.
“En fotógrafas como Graciela Iturbide, Mary Ellen Mark, y Diane Arbus encuentra inspiración porque en algunos casos los temas que ellas abordan le inquietan al tener que ver con el género, en otro por su confrontación y dureza, o porque considera que su manera de ver el mundo es privilegiada, sin dejar de reconocer el trabajo de fotógrafos (hombres) que le interesan.”
En 2016 expuso por primera vez en la Galería Mukul Já en Tabasco, su proyecto fotográfico Mujeres de peso donde invita al espectador a confrontar los estereotipos del cuerpo femenino,  proyecto realizado con el apoyo del Sistema Nacional de Creadores del Fondo Nacional para la Cultura y las Artes (FONCA).
Patricia Aridjis fue cofundadora del Colectivo Taco de Ojo, junto con otro grupo de artistas visuales. El colectivo nació en la Ciudad de México en septiembre de 2011, y decidieron llamarlo así porque el concepto remite al “goce de la mirada y a lo que puede significar la mexicanidad”. Entre sus proyectos destacan sus series fotográficas: Rojo, Amazonas Inmortales y Por los Ausentes con los que se propone otra mirada hacia temas como la violencia hacia el cuerpo, las batallas que libran mujeres a quienes se les ha detectado cáncer de mama, y las desapariciones forzadas en México, como los 43 normalistas de Ayotzinapa. 
Ha exhibido en espacios como el Centro Fotográfico Manuel Álvarez Bravo en Oaxaca, la Fototeca Nacional del INAH en Pachuca, Hidalgo; el Museo Arocena en Torreón, Coahuila; el Centro de las Artes de Guanajuato; la Galería de Arte Joven, en Culiacán, Sinaloa. Y en la Ciudad de México en: el Centro de la Imagen; Patricia Conde Galería; y en el Museo de Arte Moderno, Museo Nacional de Arte, Museo Archivo de la Fotografía y Museo de Arte Carrillo Gil, entre otros.
Entre los premios y reconocimientos recibidos destacan su nominación por la Fundación de Nuevo Periodismo Iberoamericano en 2008. Fue galardonada por el patrocinio que otorga la organización Revela en Galicia, España, 2006, que apoya proyectos fotográficos con temas sociales.
Ha sido becada por el Programa del Estímulo para Proyectos Culturales del Fondo Nacional para la Cultura y las Artes (FONCA) 2002.  Fue Primer lugar tanto en la IV Bienal de Fotoperiodismo con el reportaje Preparativos para el adiós definitivo en 2001, como en el Concurso de Fotografía Antropológica organizado en ese mismo año, por la Escuela Nacional de Antropología e Historia (ENAH), con el tema Las festividades de los mexicanos.  En 1998 obtuvo Mención Honorífica en la 7ª edición del Premio Ensayo Fotográfico, Casa de las Américas en Cuba.
Imparte conferencias, diplomados y seminarios en recintos académicos y culturales en los que comparte su amplio conocimiento del lenguaje visual, la foto narrativa y el uso de los nuevos medios.

## Publicaciones individuales
- Aridjis, Patricia, “Las Horas Negras”, fotografía de portada e interiores,  en Revista de Ciencia y Cultura, Elementos, Universidad Autónoma de Puebla,  No. 57; Vol.12 enero-marzo, 2005. http://www.elementos.buap.mx/num57/pdf/Elem57.pdf
- Aridjis, Patricia (2007) Las Horas Negras, México: Conaculta, FONCA, CEDH, UACM, Fundación Unidas para ayudar, Fundación DESEA.
- Aridjis, Patricia (2011) Ojos de papel volando, México: Conaculta, Fonca, Ojo de Venado Ediciones.
- Aridjis, Patricia (2016) Arrullo para otros,  México: Secretaría de Cultura-FONCA.

## Publicaciones colectivas
- Mujeres en lucha, Presencia de la mujer en las luchas sociales y políticas de México, Editorial Ink, 2013.
- Ortìz Monasterio, Pablo (2012) A través de la máscara. Metamorfosis del retrato fotográfico en México. Aperture Foundation.  México: Fundación Televisa y Lunwerg Editores.
- México a través de la fotografía 1839-2010. (2012) Orígenes y continuidades. Colección fotográfica del Museo de Arte Moderno. México: INBA, MAM, Conaculta.
- Nuestro México del futuro  (2012) México: Editorial Trilce.
- Actos Mortis (2010) México: Origami Editorial.
- Earth (2009) Editorial Teneues. Prix Pictret
- Los ojos del tiempo  (2009) México: Libro agenda, 3ª edición.
- Libro agenda Prisión sin condena (2009) México: Random House Mondadori.
- Catálogo Mexican photographers today, junio de 2008.
- Catálogo The Gaze of Mexican Photographers, (2007) China.
- Xl Bienal de Fotografía, (2005) México: Conaculta-Centro de la Imagen.
- Catálogo de la 2ª Bienal Nacional de Artes Visuales de Yucatán, (2004).
- BA70, con motivo del 70 aniversario del Instituto Nacional de Bellas Artes (2005).
- Horizontes (2005). México: Banamex.
- Muñoz, Gloria, (2003) 20 y 10 El fuego y la palabra, sobre el movimiento zapatista.
- 160 años de la fotografía (2001) México: Editorial Océano.
- Infancia  (2001) México: CONACULTA.
- Catálogo Con ojos de mujer, (1995) Exposición con motivo del Foro de ONG’s sobre la mujer, Beijing.

## Textos críticos
- Ruíz, Blanca, (2016) Anverso y Reverso, texto introductorio en Aridjis, Patricia, Arrullo para otros México: Secretaría de Cultura-FONCA.
- Petrich Moreno, Blanche, (2010) texto introductorio en Aridjis, Patricia, Ojos de papel Volando, México: Fondo a Proyectos y Coinversiones Culturales. Conaculta-FONCA.
- Patricia Aridjis retrata los mundos disímbolos del trabajo de las niñeras por Merry MacMasters, Diario La Jornada/Cultura, 21 de diciembre de 2014.http://www.jornada.unam.mx/2013/12/21/cultura/a04n1cul

## Videos
- Patricia Aridjis muestra inconsciencia ambiental. Entrevista en CNE México, julio de 2013. https://www.youtube.com/watch?v=Rs55t7oIKfM
- Arrullo para otros, trabajo audiovisual final de Patricia Aridjis en el Diplomado Fotonarrativa y nuevos medios de la Fundación Pedro Meyer y World Press Foto.http://labs.zonezero.com/es/proyectos/16-arullo-para-otros#video.[Consulta:24 de febrero de 2017].

- Entrevista a Patricia Aridjis por Alonso Romero, 25 de junio de 2016 https://www.youtube.com/watch?v=Uu6zAye7xRE [Consulta: 15 de febrero de 2017]
- Las Horas Negras, entrevista a Patricia Aridjis por Proyecto Grado Cero/Hommo Politicus, 10 de junio de 2014 https://www.youtube.com/watch?v=zcrTRfnJa2w [Consulta:  15 de febrero de 2017)
- De Mujer a Mujer, Historias visuales de la fotoperiodista Patricia Aridjis por Amparo Ramírez, ENP2, UNAM https://www.youtube.com/watch?v=yQJEOdYe-Hk[Consulta: 16 de febrero de 2017]
- Arrullo para otros, de Patricia Aridjis por NCI Noticias https://www.youtube.com/watch?v=K7ZhGORgvSY  [Consulta: 26 de febrero de 2017]
- Entrevista a Patricia Aridjis por Francisco Sandoval para la red "Ética Segura" de la FNPI. Blog: Mujeres ante la cobertura de violencia. 31 de agosto de 2014 https://www.youtube.com/watch?v=Q678p-3rh2A [Consulta: 26 de febrero de 2017]
- Participación de Patricia Aridjis en el Coloquio “Mirar Distinto” por AVC Noticias. 20 de octubre de 2016. https://www.youtube.com/watch?v=pXIBJf5z4Oc[zConsulta: 26 de febrero de 2017]
- Paticia Aridjis una gran fotógrafa mexicana platica para El Rincón de Solín. https://www.youtube.com/watch?v=-h3T9vncmPc [Consulta: 26 de febrero de 2017]